# Peschiera Borromeo
Peschiera Borromeo ist eine Gemeinde mit 24.393 Einwohnern (Stand 31. Dezember 2023) in der Metropolitanstadt Mailand, Region Lombardei. 
Die Nachbarorte von Peschiera Borromeo sind Mailand, Pioltello, Segrate, Rodano, Pantigliate, San Donato Milanese und Mediglia.

## Geographie
Zur Gemeinde gehören die Orte Bellaria, Bettola, Canzo, Foramagno, Linate, Longhignana, Mezzate, Mirazzano, San Bovio, Zeloforamagno und Teile der Wohnsiedlung Milano San Felice.

## Demografie
Peschiera Borromeo zählt 8.608 Privathaushalte. Zwischen 1991 und 2001 stieg die Einwohnerzahl von 18.539 auf 20.264. Dies entspricht einem prozentualen Zuwachs von 9,3 %.

## Verkehr
Auf dem Gebiet der Stadt liegt der Flughafen Mailand-Linate.